# Sandyfield
Sandyfield è un comune degli Stati Uniti d'America, situato in Carolina del Nord, nella contea di Columbus.